# Konståret 1974

## Händelser
- 15 oktober – Kulturhuset i Stockholm invigs.
- okänt datum – Fru Hanna Bauer, 81, donerar ett tusental tidigare okända teckningar av John Bauer till Jönköpings läns museum.[1]
- Östra Skånes Konstnärsgille bildades
- Statens kulturråd inrättas
- Gruppen Vesuvius bildades

## Priser och utmärkelser
- Prins Eugen-medaljen tilldelas Olle Nyman, målare, Lennart Nilsson, fotograf, Robert J. Jakobsen, dansk skulptör, och Pentti Kaskipuro, finländsk grafiker.

## Verk
- Enzo Plazzotta – Korsfästelse
- Kristall, vertikal accent i glas och stål invigs på Sergelstorg

## Födda
- 23 februari – Marie Louise Kold, svensk konstnär.
- 10 mars – Ola Skogäng, svensk illustratör.
- 17 april – Ylva Ogland, svensk bildkonstnär och kurator.
- 9 augusti – Linn Fernström, svensk konstnär.
- 13 augusti – Niklas Sundin, svensk musiker och grafisk formgivare.
- 22 augusti – Jonas Wilén, åländsk (finländsk) bildkonstnär och illustratör.
- 1 september – Stefan Borselius, svensk möbelformgivare.
- 1 september – Jhonen Vasquez, amerikansk tecknare.
- 8 oktober – Daniel Milton, svensk konstnär.
- 18 december – Kari Byron, amerikansk TV-personlighet och konstnär.
- okänt datum – Joanna Rytel, svensk konstnär och krönikör.
- okänt datum – Hala Elkoussy, egyptisk konstnär.
- okänt datum – Anna Lindqvist, svensk illustratör, grafisk designer och animatör.

## Avlidna
- 4 mars – Adolph Gottlieb, 70, amerikansk målare och skulptör.
- 9 mars – Daniel O'Neill, irländsk målare.
- 5 april – A.Y. Jackson, 91, kanadensisk målare.
- 31 maj – Juan Bautista Garcia, puertoricansk målare.
- 7 juni – Milton Menasco, 84, amerikansk målare.
- 22 juni – Alain Saint-Ogan, 78, fransk serieskapare och serietecknare.
- 30 juni – Frank McKelvey, 79, irländsk målare.
- 9 juli – Georges Ribemont-Dessaignes, 90, fransk författare och konstnär.
- 11 augusti – Jan Tschichold, 72, tysk typograf, bokdesigner, lärare och författare.
- Augusti – André Edouard Marty, fransk konstnär.
- 17 september – André Dunoyer de Segonzac, 90, fransk målare och grafiker.
- 28 oktober – David Jones, 78, engelsk poet och målare.
- 7 november – Émilie Charmy, 86, fransk konstnär.
- 21 december – James Henry Govier, 64, engelsk målare.
- 25 december – Harry Kernoff, 74, irländsk målare.

### Fotnoter
1. ↑   Ett folk på marsch 1960-1977. Bonnier